# Peñón de Vélez de la Gomera
Peñón de Vélez de la Gomera (arapski: حجر بديس, romanizirani: Hajar Badis) je španjolska eksklava i stjenoviti plimni otok, u zapadnom Sredozemnom moru, povezan s marokanskom obalom pješčanom prevlakom. Također je povezan s manjim otočićem na istoku, La Isleta, stjenovitom prevlakom. Plimni otok nazvan je Hajar Badis (Badisova stijena) i bio je povezan s gradom Badis.
Vélez de la Gomera, zajedno s La Isletom, predmoderni je prekomorski posjed poznat kao plaza de soberanía. Njime upravlja španjolska središnja vlada, a stanovništvo se sastoji samo od malog broja španjolskog vojnog osoblja.

Njegova granica s Marokom je 80 m, što je čini jednom od najkraćih međunarodnih granica na svijetu.

## Geografija
Peñón de Vélez de la Gomera nalazi se 119 km jugoistočno od Ceute. Bio je to prirodni otok u Alboranskom moru do 1930. godine, kada je ogromna oluja s grmljavinom isprala velike količine pijeska u kratki kanal između otoka i afričkog kontinenta. Kanal je pretvoren u tombolo, a otok je postao poluotok, povezan s marokanskom obalom 85 m dugom pješčanom prevlakom, što je najkraći dio kopnene granice na svijetu. S dužinom od 400 m sjeverozapad-jugoistok i širinom do 100 m, pokriva oko 1,9 ha.

## Povijest
Portugal i Španjolska donijeli su sporazum 1496. kojim su zapravo uspostavili svoje zone utjecaja na sjevernoafričkoj obali. Kao rezultat toga, Španjolska je mogla zauzeti teritorij samo istočno od Peñón de Véleza. Ovo ograničenje okončano je Iberskom unijom Portugala i Španjolske 1580. pod Filipom II. nakon bitke kod Alcácer Quibira 1578., kada je Španjolska počela poduzimati izravne akcije u Maroku, poput okupacije Larachea.
Godine 1508. Španjolska je pokrenula uspješnu ekspediciju pod zapovjedništvom Pedra Navarra da zauzme es. peñón nalazi se blizu Badisa, drže ga gusari koji su neprestano napadali i pljačkali obalu južne Španjolske.
Godine 1522. Španjolska je izgubila es. peñón u napadu marokanskih Berbera koji je rezultirao smrću cijelog španjolskog garnizona. Ali Abu Hassun, novi Wattasidski vladar Maroka 1554., tada je dao es. peñón osmanskim trupama koje su mu pomogle u osvajanju prijestolja.
Osmanlije su ga koristili kao bazu korsarima koji su djelovali u području Gibraltarskog tjesnaca. Sa'di sultan Abdallah al-Ghalib bio je uznemiren ovom aktivnošću, strahujući da bi Osmanlije mogle iskoristiti grad Badis kao bazu iz koje bi krenuli u osvajanje Maroka. Godine 1564. prisilio je Marokance da evakuiraju grad i es. peñón , koju je predao Španjolcima. Marokansko stanovništvo se povuklo u kasbu Senada.
Godine 2012. područje je napala skupina marokanskih aktivista koji pripadaju Komitetu za oslobođenje Ceute i Melille, čiji je vođa bio Yahya Yahya.

## Uprava
Peñón de Vélez de la Gomera je pod izravnom upravom vlade u Madridu.

## Prijevoz
Do teritorija se prvenstveno dolazi helikopterom preko heliodroma koji se nalazi na gornjim dionicama. Područje za slijetanje nalazi se na južnom kraju u blizini kopnenog ulaza u es. Peñón de Vélez de la Gomera .

## Vanjske poveznice
|  | Zajednički poslužitelj ima još gradiva o temi Peñón de Vélez de la Gomera |